# Acto administrativo
Un acto administrativo es toda manifestación o declaración emanada de la administración pública en el ejercicio de potestades administrativas, mediante el que impone su voluntad sobre los derechos, libertades e intereses de otros sujetos públicos y privados y que queda bajo el del comienzo.
Ejemplo: conceder y denegar jubilaciones a personas.
- Se trata de una declaración de voluntad, intelectual, no son actividades materiales (ej.: ejecuciones coactivas). Sin embargo, por declaración no ha de entenderse únicamente la que formalmente se presenta por escrito como tal (aunque esto sea lo frecuente y lo deseable).
- La declaración puede y será normalmente de voluntad, pero puede serlo también de otros estados intelectuales: de juicio, de deseo, de conocimiento.
- La declaración en la que el acto administrativo consiste debe proceder de una Administración, por lo que se excluyen los actos jurídicos del administrado que, aunque sometidos al Derecho Administrativo se rigen por disposiciones diferentes.
- El acto administrativo es esencialmente material, lo cual no excluye que la voluntad del administrado pueda jugar como presupuesto de su existencia (ej.: resolución de conclusión de un procedimiento por desistimiento o renuncia del administrado o interesado) y de su eficacia (ej.: toma de posesión de un funcionario). Lo normal es que el acto emane del órgano que directamente tiene competencia para dictarlo, pero puede surgir de una forma indirecta, es decir ser dictado por una persona que no tenga la condición subjetiva de Administración, pero que actúa poderes delegados por una Administración (ej.: concesionarios).
- La declaración administrativa en que el acto consiste se presenta como el ejercicio de una potestad administrativa, es lo que conecta el acto a la legalidad.
- La declaración (de voluntad, juicio, deseo o conocimiento) en que consiste el acto administrativo es unilateral; es decir, ha de ser producida unilateralmente por una Administración pública sin la intervención, concurso y consenso o acuerdo de ninguna otra entidad.
- El acto administrativo ha de ser producido por una Administración pública entendiéndose ésta en sentido amplio.
- El acto administrativo ha de dictarse en ejercicio de una potestad administrativa, es decir de una potestad pública. Cuando una Administración pública dicta un acto administrativo actúa ejercitando una potestad pública, de imperium, revestida de prerrogativas, estando en una posición de superioridad respecto a los particulares. Las Administraciones públicas no pueden emitir actos administrativos cuando actúan como cualquier otro particular, sin ejercitar una potestad pública, porque en tal caso están actuando como cualquier sujeto particular, privado.
- La potestad administrativa ejercitada para dictar un acto administrativo es distinta de la potestad reglamentaria. Ambas potestades son públicas pero la potestad reglamentaria es una potestad normativa que permite producir normas jurídicas innovando el ordenamiento jurídico administrativo. Sin embargo la potestad administrativa productora de actos administrativos no es una potestad normativa, su producto –el acto administrativo– no innova el ordenamiento jurídico. Como ejemplo del producto de una potestad reglamentaria, podemos citar un real decreto del Consejo de Ministros, una orden ministerial que regulen el ejercicio de una actividad comercial, innovando normativamente la regulación jurídica existente hasta entonces sobre esa materia. Como ejemplo de un acto administrativo, se puede citar una resolución administrativa dictada por un Consejero de una Comunidad Autónoma concediendo una ayuda económica o subvención por la creación de empleo o por la contratación de trabajadores. También la potestad administrativa expropiatoria es una potestad pública, pero no de carácter normativo. Lo mismo ocurre con la potestad administrativa sancionadora. La resolución administrativa que resuelve un procedimiento administrativo de expropiación forzosa y la que resuelve un procedimiento sancionador son actos administrativos, no son normas jurídicas. Por ello es posible precisar aun más el concepto de acto administrativo tomando el que da el profesor Eduardo García de Enterría, sobre la base de la definición que de aquél dio Zanobini. Así, se puede decirse que el acto administrativo es una declaración unilateral de voluntad, juicio, deseo o conocimiento realizada por una Administración pública en el ejercicio de una potestad administrativa distinta de la potestad reglamentaria.

## Clases de actos administrativos
Los actos administrativos se pueden clasificar en atención a múltiples criterios. De entre ellos destacan:
1. Actos favorables y desfavorables, de gravamen o limitativos de derechos o facultades, en atención al tipo de efectos que tengan sobre los administrados.
2. Actos resolutorios y actos de trámite. Los primeros son los propiamente dichos, las resoluciones administrativas en tanto que los segundos se producen en el curso de un procedimiento que culminará con una resolución o, excepcionalmente, con el archivo de las actuaciones si ello procede. Los actos de trámite no tienen vida jurídica propia, sino que se refunden en la resolución que pone fin al procedimiento.
3. Actos expresos y presuntos. Según sea la forma de exteriorización del acto administrativo.
4. Actos reglados y actos discrecionales.
5. Atendiendo al destinatario: Singulares (una o varias personas concretas) y generales (una pluralidad indeterminada de personas)
6. Desde el punto de vista de la recurribilidad:
  - Definitivos y de trámite (arts. 112.1 LPACA y 25.1 LJCA): solo son recurribles los actos definitivos (los que ponen fin a un procedimiento resolviéndolo) y los actos de trámite cualificados.
  - Actos que agotan la vía administrativa y actos que no la agotan (artículo 25.1 LJCA)
  - Actos firmes en vía administrativa (frente a los que no cabe recurso ordinario en vía administrativa, pero son susceptibles aún de recurso contencioso-administrativo) y actos firmes (que no son susceptibles de recurso alguno, sin perjuicio del recurso extraordinario).
  - Actos confirmatorios y reproductorios de otros anteriores consentidos y firmes (artículo 28 de la LJCA: son irrecurribles los actos confirmatorios y reproductorios siempre que entre el primer y el segundo acto haya la más plena identidad de sujetos, fundamentos y objeto).

## Definiciones de acto administrativo[1]
Manifestación de la voluntad de una autoridad en su ejercicio de la actividad administrativa que produce efectos jurídicos como crear, transmitir, modificar y extinguir derechos y obligaciones.

## Elementos
- El sujeto: es el órgano que, en representación del Estado, formula la declaración de la voluntad, por lo que dicho órgano cuenta con una competencia que constituye el conjunto de facultades que tiene el mismo.

- La competencia: es la cantidad de poder público que tiene o adquiere el órgano para dictar un acto, por lo que no es una cualidad, sino una cantidad; por ello, se considera como la medida de poder que pertenece a cada órgano de dicho acto.

- La voluntad: es un impulso generalmente psíquico, una acción con una intención.

Concurren en la voluntad administrativa elementos subjetivos y objetivos. Dicha acción del acto Administrativo está compuesta por la voluntad subjetiva (voluntad al acto mismo) del funcionario y, además, la voluntad objetiva del legislador (voluntad sin saber de las circunstancias particulares de cada caso.)
- El objeto:  debe ser cierto, física y jurídicamente posible; por lo que debe decidir sobre todas las peticiones formuladas, pudiendo involucrar otras, no propuestas, con previa audiencia del interesado y siempre que ello no afecte a los derechos adquiridos.

- El motivo: responde al porqué justificativo.

La motivación aparece cuando en el acto existe la posibilidad de discrecionalidad por parte del funcionario público. Si un acto es discrecional, debe motivarse; pero, si un acto es totalmente reglado, no será necesaria la motivación.
- El mérito: se le ha considerado como un elemento del acto administrativo, entendido como la adecuación necesaria de medios para lograr los fines públicos específicos que el acto administrativo de que se trate tiende a llegar.

- La forma: es la materialización del acto administrativo en sí; además, es el modo de expresión de la declaración ya formada. Por la forma del acto administrativo, se convierte en físico y objetivo. En resumen, la forma equivale a la formación externa del acto.

## Autorización administrativa
Una autorización administrativa es un acto administrativo que permite a una persona el ejercicio de un derecho o facultad que le corresponde, previa valoración de la legalidad de tal ejercicio en relación con el interés específico que el sujeto autorizante debe tutelar.

## Regulación por país

### España
Los actos administrativos de la Administración Pública de España reciben su regulación esencial en la nueva Ley 39/2015 de Procedimiento Administrativo Común, que entró en vigor en octubre de 2016, derogando la Ley 30/1992, de 26 de noviembre, de Régimen Jurídico de las Administraciones Públicas y del Procedimiento Administrativo Común.
Acorde a la Constitución española de 1978, los actos administrativos son controlados por órganos pertenecientes al Poder Judicial, que integran la Jurisdicción Contencioso-Administrativa de España.